# Мандзяк Олексій Степанович
Мандзяк Олексій Степанович (1973-2022) — український дослідник у галузі історії та етнографії традиційних бойових мистецтв народів світу і духовних практик слов'янських народів. Автор наукових та науково-популярних книг і статей присвячених історичному краєзнавству населених пунктів Сокирянщини, що у Чернівецькій області України.

## Біографія
Олексій Мандзяк народився 8 січня  1973 року у придністровському селі Ломачинці Сокирянського району (нині — Дністровський район) Чернівецької області (Україна). У 1990 році закінчив середню школу № 1 у місті гідроенергетиків Новодністровськ. Там також навчався в Дитячо-юнацькій спортивній школі (ДЮСШ). З 2003 року жив і працював у місті Мінську (Білорусь). Помер О. Мандзяк 8 жовтня 2022 року в м. Мінську Республіки Білорусь, де й похований.

## Наукова діяльність
З першої половини 1990-х років займається історико-етнографічними дослідженнями в галузі народної ігрової та змагальної культури і традиційних бойових мистецтв народів світу, а також вивченням духовних практик східнослов'янських народів. З дослідницькими цілями (для збору етнографічного і фольклорного матеріалу, праці з архівними документами) відвідав багато країн та регіонів Євразії. Володів кількома іноземними мовами, а також умів читати і перекладати тексти з давньослов'янської та давньомолдавської мов.
З 2000-х років також відомий як популяризатор історії та краєзнавства історичної Сокирянщини і взагалі Північної Бессарабії, зокрема, тої частини, яка розташована на території сучасної Чернівецької області. З 2010 року співпрацював з регіональними громадськими і історико-краєзнавчими сайтами пов'язаними з Сокирянським районом, зокрема з сайтами «Сокирянщина» і «Гвіздівці» [Архівовано 18 квітня 2021 у Wayback Machine.], на яких були опубліковані його численні праці. У 2011—2012 роках укладав, редагував і верстав заснований ним самим історико-краєзнавчий альманах «Сокирянщина», метою якого було привернути увагу аматорів і професійних дослідників до всебічного вивчення минулого і сьогодення території Сокирянського району.
Олексій Степанович Мандзяк був автором численних статей (більше за 150), опублікованих в друкованих (періодичні видання, збірники) і електронних виданнях за темами: історія, етнографія, краєзнавство і метафізика. Автор 17 наукових і науково–популярних книг, об'єднаних темою «Етнографія бойових мистецтв» (термін автора), а також книг історико-краєзнавчого змісту.
Останнім часом О.Мандзяк працював над дослідженнями в галузі метафізичних практик різних народів.  

## Бібліографічний перелік книг О. Мандзяка та книг написаних ним у співавторстві
1. Воинские традиции народов Евразии. — Минск: «Харвест», 2002. — 384 с. — (серия «Боевые искусства») — ISBN 985-13-1167-7
Дана книга знайомить з бойовими та спортивними єдиноборствами, а також з методами військової підготовки, що становлять важливу частину національних традицій народів Євразії. Мова йде про народи, що населяють всі регіони колишнього СРСР: європейську частину, Сибір, Далекий Схід, Кавказ, Середню Азію і Казахстан.
На відміну від численних сучасних «казкарів», які підміняють справжню історію національних культур цих народів своїми «ура-патріотичними» вигадками, автор книги спирається виключно на факти, зафіксовані вітчизняними дослідниками протягом останніх 150 років.
Книга становить значний інтерес як для фахівців (етнографів, істориків, культурологів), так і для широких кіл читачів, які цікавляться традиційними військовими мистецтвами.
Книга отримала високу оцінку і позитивні відгуки з боку істориків, етнографів та культурологів.
Вона була представлена на національних і міжнародних книжкових форумах. Інформація з книги була задіяна фахівцями для написання наукових і науково-популярних статей, дисертацій та складання довідкових видань.
2. Боевые искусства Европы. — Минск: «Современное слово», 2005. — 352 с.: ил. — (серия «Боевые искусства») — ISBN 985-443-465-6
У новій книзі автора розповідається про розвиток і становлення військових традицій та бойових мистецтв у народів Західної Європи, згадуються всі сторони цієї багатогранної теми, починаючи від найдавніших традицій кулачного бою до легендарних лицарських турнірів середньовіччя. Книга містить цінні історичні малюнки та гравюри, що збереглися до наших днів, а також малюнки сучасних авторів. Наведені переклади текстів виконані з метою передати місцевий колорит і особливості різних національних традицій.
Видання може бути корисним фахівцям, любителям єдиноборств, а також всім, хто цікавиться історією військових мистецтв, життям і побутом військових станів Європи.
Книга отримала високу оцінку і позитивні відгуки з боку істориків, етнографів, культурологів, а також фахівців у галузі військово-історичної реконструкції. Вона була представлена на національних і міжнародних книжкових форумах. Інформація з книги була задіяна фахівцями для написання наукових і науково-популярних книг і статей, дисертацій та складання довідкових видань.
3. Славянские воинские искусства: От культа Земли к воинскому поединку / А. С. Мандзяк. — Минск: «Харвест», 2006. — 320 с. — (серия «Боевые искусства») — ISBN 985-13-7981-6
Книга висвітлює основні аспекти теорії і практики слов'янських традиційних бойових мистецтв. Це культ Землі і культ предків, народні військові танці, бойові пісні і кличі, методи військової підготовки, ритуали змагальних і військових поєдинків, а також багато іншого.
Автор використав велику кількість письмових джерел — роботи етнографів, фольклористів, істориків, культурологів. Залучені матеріали, отримані в польових експедиціях від носіїв традицій в ряді областей України, Білорусі і Росії.
Книга розрахована на найширше коло читачів, які цікавляться вітчизняною історією і культурою, бойовими мистецтвами народів світу, народними віруваннями і магічними обрядами.
4. Бойові традиції аріїв: На шляху до реалій українських бойових мистецтв Інститут метафізичних досліджень Перехід-IV. — Тернопіль: «Мандрівець», 2006. — 272 с. — ISBN 966-634-286-3
Книжка складається з окремих нарисів, об'єднаних загальною темою — традиційні українські бойові мистецтва. Від сивезної давнини ці мистецтва та їхні народні школи були невід'ємною складовою соціально-політичного і духовного життя Подніпров'я. Їхнє значення неможливо переоцінити, адже величезною мірою саме завдяки високій воїнській культурі наших предків ми зараз існуємо як незалежний народ.
Практичне значення традиційних українських бойових мистецтв залишається актуальним і в наші дні — в епоху ґлобальної кризи і загострення боротьби за планетарні природні ресурси. Як показують сучасні війни, за допомогою самих лише танків, «розумних» ракет та інших найвищих технологій перемогти не так-то й легко, а часто і взагалі неможливо. Кінцевий успіх тут і досі великою мірою залежить від психологічного і фахового вишколу окремо взятого воїна.
Бойові мистецтва є також ефективним засобом духовного розвитку особи, адже той, хто опановує ту чи іншу традиційну воїнську систему свого народу, може на генетично-енергетичному і клітинному рівні зрозуміти саму душу своїх дідів-прадідів, свій расово-етнічний архетипний світогляд, культуру, цивілізаційну місію.
Для всіх, хто цікавиться теорією і практикою цивілізаційно-расової трансформації України.
5. Боевая магия славян. — Минск: «Харвест», 2007. — 544 с. — (серия «Боевые искусства») — ISBN 978-985-16-1286-0
Магія — це сукупність обрядів і ритуалів, заснованих на вірі в можливість людини надприродним способом впливати на явища природи, інших людей і самого себе. Магія виникла в найдавнішому періоді історії людства, але зберігається досі у формі всіляких забобонів, прикмет, гадань, ворожіння, заклинання, віри в «чудеса», «псування» і тому подібні феномени.
У цій книзі, яка ґрунтується на матеріалах досліджень етнографів, філологів, істориків і психологів, зібрані відомості про народну магію українців, білорусів і росіян. Основну увагу автор приділив зв'язку магічних прийомів з практикою традиційних слов'янських військових і бойових мистецтв.
Книга розрахована на широкі кола читачів.
У 2008 році в тому ж видавництві вийшло в світ друге видання. Вона отримала високу оцінку і відгуки з боку істориків, етнографів і культурологів. Була представлена на національних і міжнародних книжкових форумах.
6. Воїнсько-фізичне виховання аріїв: Народні ігри в практиці українських бойових мистецтв / Інститут метафізичних досліджень Перехід-IV. — Тернопіль: «Мандрівець», 2007. — 208 с. — ISBN 968-966-634-342-3
Бойові системи є невід'ємною складовою історії українського народу. Вони гартували патріотичний дух, здійснювали фізично-технічну підготовку населення і професійного вояцтва, яке стояло на захисті України. Пройняті народною культурою, ґрунтовані на ній, бойові мистецтва не одне століття були найголовнішим гарантом самозбереження нації.
Невід'ємною складовою бойових мистецтв є різноманітні ігри та змагання. Вони виникли і довели своє практичне значення ще в той період, коли вся діяльність людини визначалася забезпеченням безпосередніх умов існування. Вже відтоді ігри були первісними і головними складовими воїнсько-фізичного виховання. До їх складу входили ігри з метанням, бігом, ігри на рівновагу, перетягування, традиційні єдиноборства, а також вправи, змагання, випробування з різною холодною зброєю. Причому це не був якийсь «вінегрет», присмачений місцевими традиціями, а чітко розроблена і відшліфована часом та досвідом видатних ватажків система воїнсько-фізичної підготовки. А змагально-ігрова традиція постійно її підтримувала і вдосконалювала. Все це сприяло набагато швидшій підготовці вправного воїна, оскільки хлопця, що вступав у загони народних повстанців чи на Січ, не треба було готувати з азів.
Практичне значення воїнсько-фізичного виховання залишається актуальним і в наші дні. Воно виступає засобом не лише фізичного, а й морально-психологічного та духовного розвитку людини, виховання її як свідомого громадянина і патріота своєї держави, свого народу.
Для всіх, хто цікавиться теорією і практикою цивілізаційно-расової трансформації України.
7. Воины ислама: Воинские и боевые искусства мусульманских народов. — Минск: «Книжный дом», 2007. — 416 с.: ил. — (серия «Боевые искусства») — ISBN 978-985-489-757-8
Книга знайомить з бойовими, військовими і спортивними єдиноборствами мусульманських народів Близького і Середнього Сходу, Північної Африки, Центральної Азії. Саме в цих регіонах зосереджена найбільша кількість послідовників ісламу. Але, незважаючи на багатовікові традиції, військові мистецтва мусульманських народів залишаються маловідомими за межами мусульманського світу.
Автор розкрив основні аспекти традиційної мусульманської культури військових і бойових мистецтв. Його дослідження представляє інтерес як для фахівців, так і для широкого кола читачів, які цікавляться традиційними методами підготовки воїнів, а також ісламською цивілізацією.
8. Энциклопедия традиционных видов борьбы народов мира — The World Encyclopedia of Wrestling / Авторы и составители: А. С. Мандзяк, О. Л. Артеменко. — Минск, 2010. — 562 с.: ил. (в соавторстве с О. Л. Артеменко) (E-book)
Книга є єдиним у світі унікальним довідником, в якому вперше у вітчизняній та зарубіжній літературі наведено опис понад 500 видів традиційної боротьби народів світу. Крім технічного опису різних стилів боротьби матеріал енциклопедії охоплює широке коло історичних, етнографічних, антропологічних, релігійних та інших представлених даних про народи і народності.
Книга представляє інтерес не тільки для викладачів вузів, спортсменів і тренерів по боротьбі, але й фахівців інших галузей знання, а також широкого кола читачів, які цікавляться культурою і традиціями військових мистецтв і спорту.
При роботі над книгою було використано більше 3000 першоджерел, написаних на 26 мовах.
Книга отримала високу оцінку і позитивні відгуки з боку істориків, етнографів, культурологів і спортивних функціонерів. Інформація з книги була задіяна фахівцями для написання наукових та науково-популярних статей, навчальних посібників, дисертацій та в довідкових виданнях.
9. Сокирянська бистрина. — Чернівці: «Прут», 2011. — 312 с.: іл. (в співавторстві з журналістом О. Д. Чорним) — ISBN 978-966-560-539-3
Книга розповідає про частину колишньої північно-бессарабської місцевості, що нині входить до складу Сокирянського району (на цей час - Дністровського) Чернівецької області, закуток землі, на якій з прадавніх часів проживали українці і де донині вирують невтомна праця та щире прагнення людей берегти і примножувати історію та багатства рідного краю, досягати зрушень в усіх сферах життя.
У книзі зібрано багатий історичний і фактичний матеріал про минуле і сьогодення, про славних уродженців цієї землі й сучасників, які творять майбутнє.
Автори залучили до своєї розповіді також донині невідомий та малопоширений серед дослідників і краєзнавців історичний матеріал, який підтверджений копіями документів-оригіналів. Використано архівні дані, усні розповіді та спогади жителів Сокирянщини, а також численні давні письмові джерела, в тому числі й на іноземних мовах.
Розрахована на широке коло читачів, буде цікава для дослідників і краєзнавців, учителів, учнів і студентів, усіх, хто не байдужий до свого минулого, хто береже і любить рідний край.
10. Воїни Сокирянщини часів Першої світової війни. Списки учасників Першої світової війни, які були призвані до війська в Секурянській і Романкоуцькій волостях Хотинського повіту Бессарабської губернії / Зібрав, упорядкував і зредагував Олексій Мандзяк. — Інтернет, 2012. –70 с.: іл. — (Спецвипуск історико-краєзнавчого альманаху «Сокирянщина», 5; E-book)
Видання, яке є спецвипуском історико-краєзнавчого альманаху «Сокирянщина», який цілком присвячений Першій світовій війні, а саме — в ньому надано список учасників бойових дій, воїнів призваних до армії із населених пунктів теперішньої Сокирянщини, які раніше входили до складу Секурянської і Романкоуцької волостей Хотинського повіту Бессарабської губернії.
11. Не загубились села у віках: Дослідження, знахідки, відкриття / Олександр Чорний, Олексій Мандзяк. — Чернівці: «Друк Арт», 2014. — 344 с.: 167 іл. (в співавторстві з журналістом О. Д. Чорним) — ISBN 978-966-2021-99-8)
Книга присвячена історичним реаліям на Буковині, а головним чином у бессарабській її частині, які промовляють до нас із глибини віків хвилюючими життєвими фактами XV–ХХ століть, викликаючи тугу за зниклими в цій місцевості давніми українськими селами і зовсім молодими хутірськими поселеннями, які складали єдиний український етнос.
У виданні, мабуть, уперше в Буковинському краї порушена тема висвітлення зникнення не якогось одного, а практично чи не всіх відомих на цей час із архівних матеріалів населених пунктів сокирянської землі, які вдалося розшукати. Подано також ілюстративний матеріал з минулого і сучасності.
Видання розраховане на широке коло читачів, буде цікавим для істориків і краєзнавців, учителів, учнів і студентів, усіх, хто не байдужий до свого минулого, хто береже і любить рідний край.
У 2015 році книга стала переможцем обласного конкурсу Чернівецької області — «Книга року» за 2014 рік, у номінації «історико-краєзнавча література». Автори були нагороджені дипломом від державної адміністрації Чернівецької області.
12. История воинских традиций и искусств Западной Европы. — Минск: «Современное слово», «Попурри», 2014. — 352 с.: ил. — ISBN 978-985-443-733-0
У книзі розповідається про розвиток і становлення військових традицій та бойових мистецтв у народів Західної Європи, згадуються всі сторони цієї багатогранної теми, починаючи від найдавніших традицій кулачного бою до легендарних лицарських турнірів середньовіччя. Книга містить цінні історичні малюнки та гравюри, що збереглися до наших днів, а також малюнки сучасних авторів. Наведені переклади текстів виконані з метою передати місцевий колорит і особливості різних національних традицій.
Видання може бути корисним фахівцям, любителям єдиноборств, а також всім, хто цікавиться історією військових мистецтв, життям і побутом військових станів Європи.
Книга є оновленим виданням виданої в 2005 році книжки «Бойові мистецтва Європи».
13. История Сокирянщины в документах и материалах: От первых упоминаний до 1812 года / Алексей Степанович Мандзяк, автор и составитель. — «Сокирянщина», 2015. — 602 с.: ил. (E-book)
«Історія Сокирянщини в документах і матеріалах: Від перших згадок до 1812 року» є некомерційним електронним проектом, спрямованим на популяризацію краєзнавства України серед її вихідців та їх нащадків, які нині проживають у багатьох країнах світу. Головна мета книги — привернути увагу аматорів і професійних дослідників до всебічного вивчення минулого і сьогодення території сучасного Сокирянського району Чернівецької області України.
До збірника включені архівні документи та матеріали, раніше опубліковані в Румунії, Молдові, Україні, Росії, Польщі, Німеччині та Франції, в академічних працях, науково-популярних виданнях, а також виданнях ненаукового характеру. Багато із них перекладено нами, а деякі залишені на мові оригіналу або мові, якою вони вперше були опубліковані в перекладі.
Документи у збірнику розташовані в хронологічному порядку. У деяких випадках тексти підкріплені фотокопіями оригіналів. Більшість із документів забезпечені контрольно-довідковими відомостями, що складаються з назви архіву, номеру фонду, опису, справи, аркуша та ін. Наведено бібліографічні дані про джерела, в яких раніше був опублікований текст документа або його резюме. Довідковий апарат збірника також включає в себе коментарі за змістом документів з додатковим інформаційним блоком. Деякі коментарі доповнені генеалогічними діаграмами, які дають можливість наочно простежити від кого і кому переходив у володіння той чи інший населений пункт.
Представлені у збірнику документи і додаткова інформація до них дозволять розширити бачення і розуміння історії Сокирянщини. Отримана інформація дасть можливість розібратися в датуванні перших згадок одних населених пунктів і датах заснування інших. Це, в свою чергу, допоможе уникнути невиправданого ототожнення понять «перша згадка» і «заснування», що, на жаль, не рідкість в середовищі журналістів, краєзнавців та істориків сучасності.
Збірник розрахований на масового читача. Він може виявитися корисним для науковців, політологів, краєзнавців, музейних працівників, діячів культури, вчителів, студентів та всіх, хто цікавиться історією та краєзнавством Сокирянщини окремо, і України в цілому. Збірник може бути використаний в наукових і педагогічних цілях, як допомога в навчанні, в розробці лекційних курсів, практичних занять, як інструмент самоосвіти і як пролог до глибшого ознайомлення з історією та культурою Сокирянщини.
14. Православна Церква на Сокирянщині / Мандзяк Олексій Степанович, автор і упорядник. — «Сокирянщина» [Архівовано 13 квітня 2022 у Wayback Machine.], 2016. — 748 с.: іл. (E-book)
У книзі на основі численних історичних джерел розповідається про поширення християнства і, зокрема, Православної Церкви на території Сокирянського району Чернівецької області України. Автор розповідає про історичний шлях православ'я від перших століть проникнення на Сокирянщину до сьогодення, подає історію парафіяльних храмів і Галицького Свято-Миколаївського монастиря, а також наводить короткі біографічні дані про численних священно-і церковнослужителів, які служили в минулому й служать тепер при церквах Сокирянщини, про церковних старост і уродженців краю, які обрали шлях чернецтва.
Головна ціль цієї книги — поширення знань з історії і культури Сокирянщини серед широкого читацького загалу. По суті, «Православна Церква на Сокирянщині» є продовженням попередніх книг автора історико-краєзнавчого змісту, присвячених Сокирянщині: «Історія Сокирянщини в документах і матеріалах: Від перших згадок до 1812 року» (2015 р.), «Не загубились села у віках: Дослідження, знахідки, відкриття» (2014 р.) і «Сокирянська бистрина» (2011 р.).
Розрахована на широке коло читачів, буде цікава для істориків і краєзнавців, учителів, учнів і студентів, усіх, хто не байдужий до свого минулого, хто береже і любить рідний край.
15. Васильевские Филодоры: Историко-генеалогическое исследование / Мандзяк Алексей Степанович, автор и составитель. — Белград, 2017. — 200 с.: ил. (E-book)
У книзі наведено короткі відомості про дворянський рід Філодор та зокрема про «Василівських Філодорів», історія яких тісно пов'язана з історією села Василівка, розташованого у Сокирянському районі Чернівецької області України.
При написанні книги автором задіяні численні документи з фондів державних архівів України, Республіки Молдова, Румунії та Росії, а також друковані видання XVIII—XXI століть, видані в різних країнах Європи та Азії. Також використані ресурси всесвітньої системи об'єднаних комп'ютерних мереж Інтернет.
Видання багато ілюстроване фотографіями і копіями різного роду документів з власних архівів і зібрань представників роду Філодор, а також з приватних зібрань автора і краєзнавців Сокирянщини.
Станом на сьогоднішній день ця книга, як сімейне приватне видання, має обмежений доступ. Права на неї належать автору книги і одному з представників роду Філодор в Республіці Сербії.
16. Энциклопедия поясной борьбы / Всемирный комитет поясной борьбы UWW. — Минск: «Принт Шоп», 2017. — 200 с.: ил. (в соавторстве с О. Л. Артеменко и В. Н. Грищенковым) — ISBN 978-5-9908217-7-4
Енциклопедія поясної боротьби є продовженням роботи О. С. Мандзяка та О. Л. Артеменка «Енциклопедія традиційних видів боротьби народів світу» (2010). У представленій книзі, підготовленій у співавторстві з В. М. Грищенковим, розкривається тема боротьби на поясах. Використано багатий етнографічний матеріал, наведені дані про спортивні організації, що розвивають поясну боротьбу на регіональному, національному та міжнародному рівнях.
Видання адресоване діячам спорту, історикам, викладачам і студентам вузів.
Книга видана під патронажем Всесвітнього комітету поясної боротьби UWW (Корсьє-Сюр-Веве, Швейцарія). Рецензентами виступили: Гинтаутас Вилейта — президент Всесвітнього комітету поясної боротьби у складі Всесвітнього союзу боротьби(United World Wrestling — UWW), президент Міжнародної федерації боротьби на поясах «Алиш»; Олександр Васильович Медведь — триразовий олімпійський чемпіон з вільної боротьби, професор кафедри фізвиховання харчування Білоруського державного університету інформатики і радіоелектроніки; та ін.
17. Гвіздівці. Шляхами століть. / О. П. Кучерявий, О. С. Мандзяк — Кам'янець-Подільський: ФОП Панькова А. С., 2019. — 592 с.: іл. — (в співавторстві з краєзнавцем О. П. Кучерявим) — ISBN 978-617-7773-00-8
Наукове видання «Гвіздівці: Шляхами століть» є першим в українській історіографії історично-краєзнавчим дослідженням, присвяченим селу Гвіздівці Сокирянського району Чернівецької області. Авторами зібрано багатий матеріал як про минуле цього населеного пункту, так і всієї бессарабської частини сучасної Чернівецької області. До своєї розповіді автори залучили донині невідомі та малопоширені серед науковців і дослідників-аматорів матеріали з архівів України і цілого ряду країн світу.
При написанні книги використано численні старовинні і сучасні друковані та рукописні джерела, усні розповіді та спогади жителів означеного села. Подано численний ілюстративний матеріал з минулого і сучасності Гвіздівців. Серед іншого задіяні світлини з власних архівів мешканців села, фото, зроблені авторами книги, скани географічних карт різних історичних періодів і копії архівних документів.
Видання розраховане на широке коло читачів, буде цікавим і корисним для істориків і краєзнавців, учителів, учнів і студентів, усіх, хто не байдужий до свого минулого, хто береже і любить рідний край, розуміє необхідність збереження пам'яті про його минуле.